# Centre de perfectionnement aux affaires
Die Centre de perfectionnement aux affaires de Paris (CPA Paris) ist eine französische private Hochschule für technische Bildung, die 1929 von der Pariser Industrie- und Handelskammer unter dem Namen Centre de perfectionnement aux affaires gegründet wurde. Ihre ursprüngliche Aufgabe bestand darin, mit Hilfe von Georges Doriot, einem der ersten französischen Absolventen, Unternehmensführungskräfte pragmatisch auszubilden und dabei neue Lehrmethoden anzuwenden, insbesondere die der Harvard University.
1999 wurde die CPA in die École des hautes études commerciales de Paris integriert und führt seit 2002 das „Executive MBA“-Programm durch. Die CPA hat ihren Hauptsitz in Paris, bietet ihre Programme jedoch in Jouy-en-Josas an.
Nach dem Vorbild der CPA Paris wurden weitere CPA von Industrie- und Handelskammern aus anderen Regionen Frankreichs (Lyon, Nizza, Toulouse, Lille usw.) gegründet. Seit 2006 bietet die CPA an der EM Lyon und der Toulouse Business School, zusammen mit CEPI Management für das CCI Grand Lille im Jahr 2011, ein Advanced Management Program (AMP) an, um die Ausbildung von Führungskräften durch Führungskräfte weiter zu fördern und gleichzeitig davon zu profitieren akademische Unterstützung durch Business Schools.
Im Jahr 2002 erhielt EMBA HEC die Akkreditierung der Association of MBAs.
Die CPA Paris stellt ein staatlich anerkanntes Diplom auf Master-Niveau aus.

## Berühmte Absolventen
- Pierre-Emmanuel Taittinger, ein französischer Geschäftsmann und Unternehmer in der Champagner-Herstellung